# František Hájek (fotbalista)
František Hájek (13. června 1918 – 1976) byl československý fotbalista, útočník a záložník. Jeho bratrem byl fotbalista Antonín Hájek.

## Fotbalová kariéra
Ligu hrál za SK Plzeň, AC Sparta Praha a OD/ČKD Dukla Karlín. V lize odehrál 202 utkání a dal 90 gólů. Se Spartou získal v letech 1944, 1946 a 1948 třikrát mistrovský titul.

## Ligová bilance
| Ročník                                     | Zápasy | Góly | Klub             |
| ------------------------------------------ | ------ | ---- | ---------------- |
| Státní liga 1936/1937                      | -      | 0    | SK Plzeň         |
| Státní liga 1937/1938                      | -      | 1    | SK Plzeň         |
| Státní liga 1938/1939                      | 20     | 0    | SK Plzeň         |
| Národní liga 1939/1940                     | -      | 2    | SK Plzeň         |
| Národní liga 1940/1941                     | -      | 19   | SK Plzeň         |
| Národní liga 1941/1942                     | -      | 19   | SK Plzeň         |
| Národní liga 1942/1943                     | -      | 8    | SK Plzeň         |
| Národní liga 1943/1944                     | -      | 5    | SK Plzeň         |
| Národní liga 1943/1944                     | -      | 7    | AC Sparta Praha  |
| Státní liga 1945/1946                      | -      | 13   | AC Sparta Praha  |
| Státní liga 1946/1947                      | -      | 13   | AC Sparta Praha  |
| Státní liga 1947/1948                      | -      | 1    | AC Sparta Praha  |
| Celostátní československé mistrovství 1950 | -      | 0    | Čechie OD Karlín |
| Mistrovství československé republiky 1951  | -      | 0    | ČKD Dukla Karlín |
| CELKEM                                     | 202    | 90   |                  |